# Церковь Святого Мартина (Опатув)
Коллегиальная церковь Святого Мартина (пол. Kolegiata św. Marcina w Opatowie) ― церковь, посвящённая Мартину Турскому, в городе Опатув, Польша. Главная достопримечательность города, одно из наиболее примечательных сохранившихся в Польше строений в романском стиле. Церковь имеет статус коллегиальной. 
Первое упоминание о ней датируется 1206 годом. Неизвестно, кто был настоящим основателем этого храма. Ян Длугош выдвигает версию о том, что им был сын Болеслава III — князь Генрих Сандомирский, крестоносец, который построил здесь монастырь для тамплиеров. Есть также предположение о том, что церковь заложили цистерцианцы или бенедиктинцы.
Храм построен в романском стиле, хотя также содержит и множество готических элементов, а также детали, характерные для позднего ренессанса и барокко. На западной стороне сооружения возвышаются две башни. Южная, что построена в романском стиле, была вырезана из камня, в ней расположены окна небольших размеров. Вторая башня, построенная позже, имеет более простую форму. Главный неф здания был построен, вероятно, ещё в XVI веке. Над ним находится позднеготический цилиндрический свод, который заменил собой примитивный деревянный потолок.
Стены церкви покрыты барочной полихромией, которая относится к XVIII веку. На стенах пресивитерия находятся картины с историческими сюжетами. Стены главного нефа украшены аллегорическими сценами, а на своде можно увидеть сцены из жизни Святого Мартина. Вся мебель в коллегиальной церкви была изготовлена в XVIII веке. На алтаре находится картина Божьей Матери с Иисусом, которая была написана в XVI веке.
В интерьере примечательно скульптурное надгробие Кшиштофа Шидловецкого, выполненное в мастерской Бартоломео Береччи при участии Джованни Чини и украшенное знаменитым бронзовым барельефом.

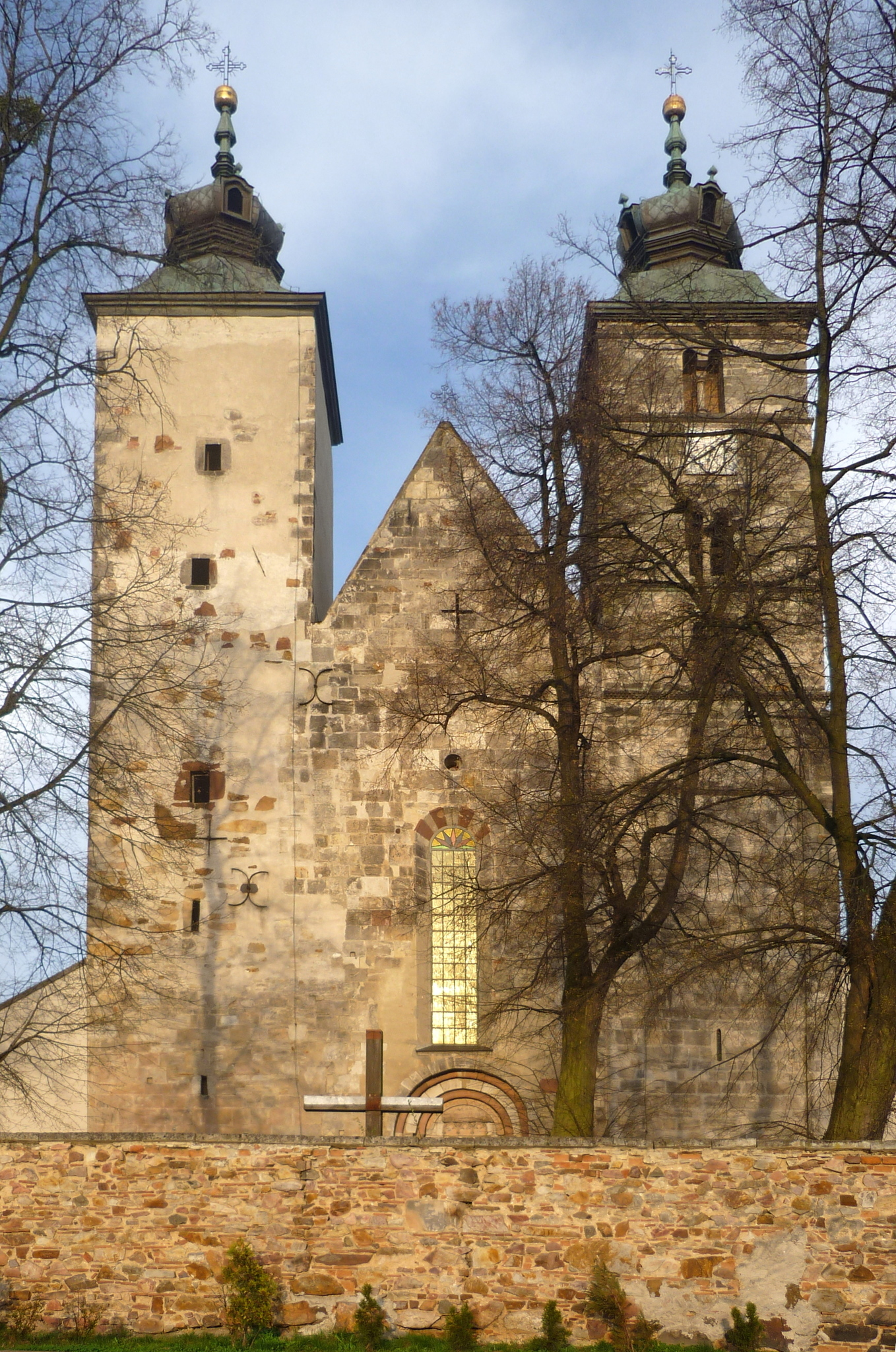
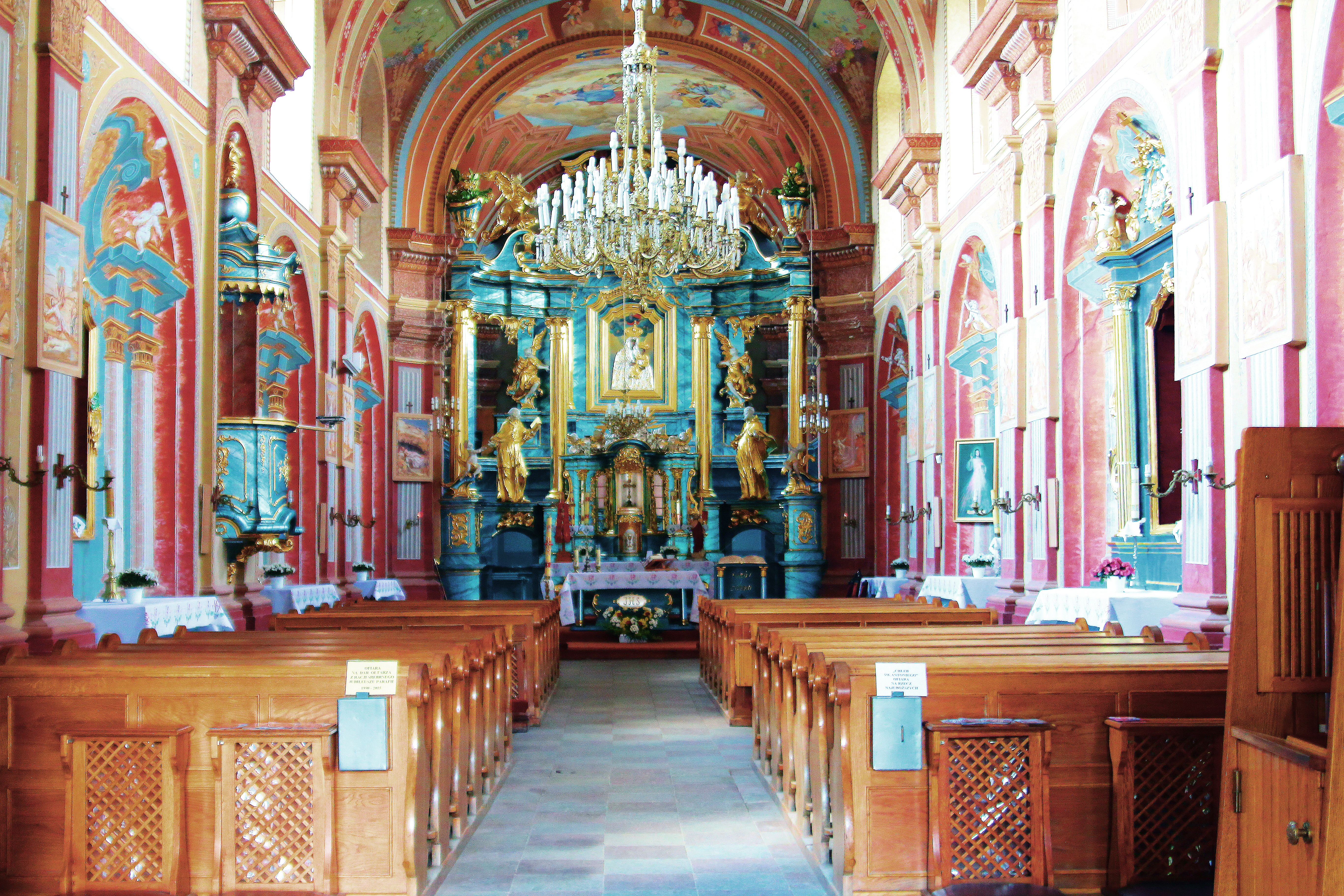